# Эрлинг Стейнвегг
Эрлинг Стейвегг (? — 1207) — король Норвегии с 1204 до 1207 года, глава партии баглеров, участник гражданской войны в Норвегии.
Внебрачный сын Магнуса V Эрлингссона, короля Норвегии из династии. Хорфагеров. После победы короля Сверрира I руководители баглеров бежали в Данию. Сам Эрлинг некоторое время жил в Швеции, а затем переехал ко двору датского короля Вальдемара II. Воспользовавшись внезапной смертью короля Хокона III, он выдвинул свои претензии на трон. С помощью датских войск высадился в Норвегии и захватил её южную и западную части. Здесь его объявили новым королём. Впрочем, вскоре, в 1207 году, Эрлинг I неожиданно скончался. Борьбу баглеров против биркебейнеров продолжил регент сыновей Эрлинга I — Филипп Симонссон.
Дети от любовниц:
- сын Сигурд Риббунг (ум. 1226);
- сын, имя неизвестно.